# Chiesa della Madonna delle Grazie (Scansano)
La chiesa della Madonna delle Grazie si trova a Scansano (GR), fuori dalle mura, sulla via che porta a Manciano.

## Storia e descrizione
Sorge sul luogo dove all'inizio del Seicento era stata edificata una piccola cappella per ospitare la Madonna delle Grazie, una tela oggetto di particolare devozione, continuata fino ad oggi.
Nel 1862, a seguito dei danni provocati da un'alluvione, si decise di costruire un nuovo edificio, che, edificato in forme neoclassiche su progetto di Luigi Vannuccini, venne inaugurato nel 1867. Sull'altare maggiore venne collocata la pala con la Madonna delle Grazie, detta popolarmente anche Madonna della Botte o degli Affrichelli. Il dipinto risale all'inizio del secolo XVII ed è ascrivibile ad un pittore senese influenzato da Alessandro Casolani.